# Ivata Szatoru
Ivata Szatoru (岩田聡; Hepburn: Iwata Satoru; Szapporo, 1959. december 6. – Kiotó, 2015. július 11.) japán üzletember és programozó, a Nintendo negyedik elnöke és vezérigazgatója (CEO). Pályafutása kezdetén a HAL Laboratorynál dolgozott programozóként, 2000-ben csatlakozott a Nintendóhoz, majd 2002-ben átvette a cég elnöki székét Jamaucsi Hirositól. 2006-ban Ivata vezetésével fejlesztette ki a cég a Nintendo DS és a Wii konzolokat, melyeknek hála a cég pénzügyileg is sikeres lett. 2015-ben bekövetkezett haláláig volt a cég vezére.